# Погост Никольский (Усть-Кубинский район)
Пого́ст Нико́льский — упразднённая в 2001 году деревня в Усть-Кубинском районе Вологодской области. На год упразднения являлась административным центром Верхнераменского сельсовета.

## География
Стояла на реке Николенка.
Ближайшие населённые пункты — Никифоровская, Дмитриевская, Ломово, Малая Гора, Сенская, Угол.

## История
В 2001 году к Никифоровской была присоединена деревня Погост Никольский, бывшая центром Верхнераменского сельсовета. После объединения деревня Никифоровская стала центром сельсовета.